# Sept bagatelles
Pour les articles homonymes, voir Bagatelles pour piano de Beethoven.
Les Sept bagatelles, opus 33 pour piano sont des œuvres pour piano de Ludwig van Beethoven, publiées en mai 1803 au Comptoir des Arts et de l'Industrie à Vienne.

## Historique
Tout au long de sa vie, Ludwig van Beethoven a composé des petites pièces qu'il appelait des Kleinigkeiten (« petits riens »), qu'il gardait de côté dans une chemise, en attendant de pouvoir les publier. Il peut parfois s'agir de mouvements de sonate abandonnés.
Le premier recueil de Bagatelles, publié par le Bureau d'Arts et d'Industrie de Vienne, porte l'opus 33. Le manuscrit autographe de la première bagatelle porte la date de 1782, quand le compositeur était âgé de 12 ans. Ce ne peut être qu'une erreur de Beethoven, car on a retrouvé dans les cahiers de 1800 à 1802 des esquisses pour les numéros 1, 5 & 6, 7 de ces bagatelles. Il est possible que le compositeur ait révisé des pièces de jeunesse. Peut-être faut-il attribuer, sans certitude, les numéros 2, 3 et 4 aux années de Bonn de Beethoven,.

## Structure
1. mi bémol majeur, Andante grazioso quasi allegretto
2. ut majeur, Scherzo. Allegro
3. fa majeur, Allegretto
4. la majeur, Andante
5. ut majeur, Allegro ma non troppo
6. ré majeur, Allegretto quasi andante
7. la bémol majeur, Presto

## Analyse
Alors que le compositeur expérimente de nouvelles formes dans les sonates contemporaines de ce recueil (le thème et variation de l'opus 26, les sonates-fantaisies no 1 et no 2 de l'opus 27), les Bagatelles sont plutôt conventionnelles dans leurs formes : scherzo avec trio, danses, rondos, formes ternaires…
Rassemblées sans chercher à avoir d'unité de style, elles sont différentes dans le caractère, le contenu musical, les tonalités ou les tempos. Loin de l'image parfois sombre que l'on peut se faire de l'œuvre de Beethoven, ces pièces sont pleine d'esprit et d'humour, comme on le voit dans les brusques changements d'articulation (legato à staccato).
Les bagatelles no 4 et 6, expressives et délicates, ressortent dans le recueil,.

### 1.Andante grazioso quasi allegretto
La première bagatelle est gracieuse, avec une mélodie pleine d'appogiatures. Elle est construite comme un court rondo de sonate (A-B-A-C-A-B-A). La courte section centrale C, en mineur, apporte un contraste avant la reprise de la première section.

### 2.Scherzo. Allegro
Ce scherzo ressemble à ceux qu'écrit Beethoven vers 1802-1803, tel que l'on peut en entendre dans la 10e sonate ou la 2e symphonie.
Il commence par une figure rythmique capricieuse, de nombreuses ruptures de dynamique, des staccato, des silences et des accents en syncope sur des temps faibles, comme si Beethoven essayait de brouiller notre perception du rythme,. Suit une section fluide et mystérieuse en la mineur, avec une mélodie en octaves à la main droite, se terminant par un crescendo avant la reprise de la première section. Un trio plus doux, avec des gammes ascendantes en tierces, précède une dernière reprise de la première section, avec plus de syncopes. La coda se termine par un accord de do majeur en hémiole (rythme sur deux temps dans une mesure à trois temps).

### 3.Allegretto
Cette bagatelle pastorale est construite sur un A-B-A, avec une coda basée sur la section B. La première phrase est en fa majeur, avant d'être brusquement transposée en ré majeur. De subtiles dissonances accompagnent avec humour ces modulations. La seconde section développe brièvement la première phrase avant de répéter celle-ci. Un autre développement suit, avant une réexposition avec des appogiatures. La coda finale affirme la tonalité de fa majeur.

### 4.Andante
Après un thème élégant, une section en la mineur apporte du contraste. Le premier thème en majeur revient avec des variations puis une exposition à la basse. Une courte coda termine la pièce paisiblement,. L'écriture à quatre voix rappelle celle du quatuor à cordes.

### 5.Allegro ma non troppo
Cette bagatelle, construite sur une forme de rondo (A-B-A-C-A-B-A), ressemble beaucoup à un scherzo, même si elle n'en porte pas le nom. Les rythmes et les articulations, ainsi que les silences et les notes répétées aux mesures 59 à 64, sont caractéristiques de l'humour de Beethoven.
Elle débute par un long arpège rapide, suivi par un moment de suspension. Les deux mains se croisent, et descendent des gammes parallèles en triolets. La section suivante superpose des basses tenues, des motifs en triolets et une mélodie. Dans la section centrale en do mineur, une mélodie en octave est accompagnée d'arpèges en triolets. La première section est reprise avec des variations. Ces phrases en triolets demandent une solide technique.

### 6.Allegretto quasi andante
C'est une courte pièce lyrique, qui porte l'indication Con una certa espressione parlante (« Avec une certaine expression parlante »). La mélodie douce est ornée et variée. Dans la section centrale et à la fin, Beethoven indique calando (« en cédant ») avec decrescendo, avant d'arriver à un point d'orgue pianissimo : il s'agit de diminuer le son et le tempo, avec beaucoup de douceur.
Le morceau se termine en enchainant les tierces descendantes sur une pédale elle aussi descendante en octave, « permettant à la musique de s'éteindre au loin, dans une atmosphère pastorale ».

### 7.Presto
Le ton de cette bagatelle rapide contraste avec la douceur de la précédente. On pense à un scherzo, avec trois expositions de les sections principales et un trio joué deux fois (A-B-A-B-A), « caractéristique du style symphonique de Beethoven à partir des quatuors à cordes Razoumovski, op. 59, et de la Symphonie no 4 ».
On peut également faire un rapprochement de cette Bagatelle avec le deuxième mouvement, en forme de scherzo, de la sonate no 13 op. 27 no 1, écrite à peu près à la même époque, et dont la tonalité, la mesure, la forme et le contour mélodique sont très semblables. Plus précisément, on trouve dans les deux œuvres des accords staccato très rythmiques dans le registre grave, couplés avec des arpèges legato.

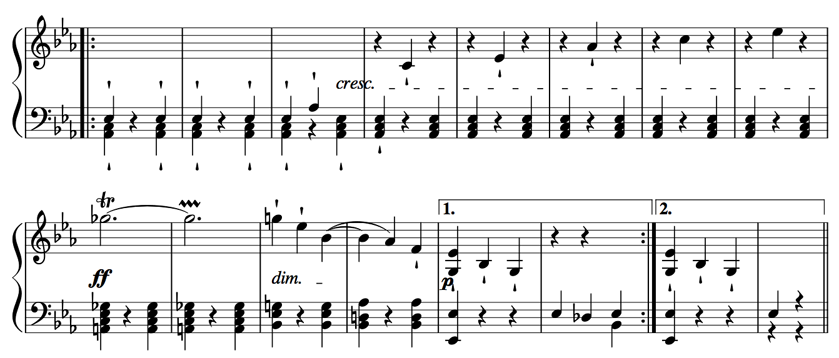
Sonate op. 27 no 1 : Allegro molto e vivace, mesures 42 à 55.

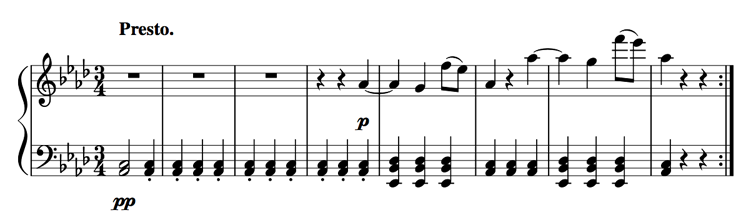
Bagatelle op. 33 no 7, mesures 1 à 8.

Le premier thème de la sonate consiste en des arpèges en noires, alternant entre unisson et mouvement contraire aux deux mains. On retrouve un mouvement similaire dans la bagatelle à partir de la mesure 21, avec des arpèges parallèles aux deux mains.

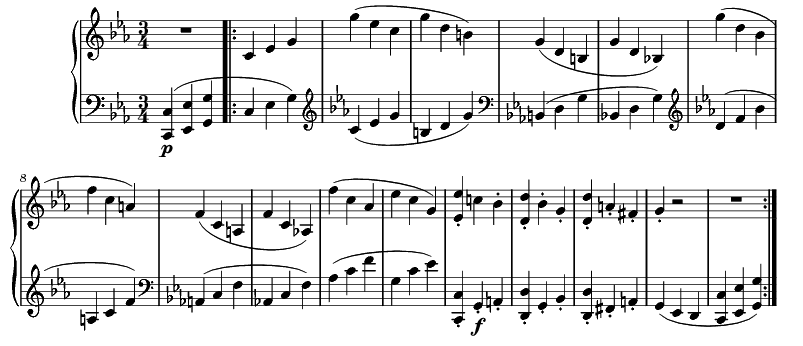
Sonate op. 27 no 1 : Allegro molto e vivace, mesures 1 à17.

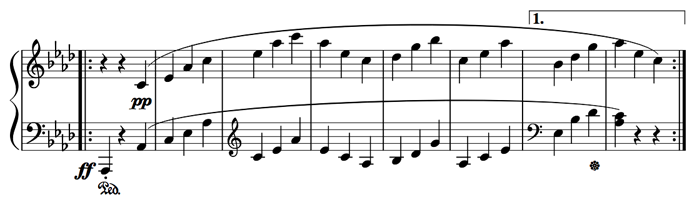
Bagatelle op. 33 no 7, mesures 21 à 28.

La Bagatelle débute par des tierces pianissimo martelées dans le grave du piano, ce qui peut préfigurer l'ouverture du scherzo de la 3e symphonie. La section suivante laisse résonner avec la pédale, une indication rare das le recueil, une note fortissimo dans le grave du piano, suivie d'arpèges pianissimo : cet effet ne peut être réalisé que sur un piano. Les deux sections sont répétées avec des variations. La coda commence par des accords forte répétés plusieurs fois dans différentes positions. Une dernière variation du motif principal amène à une fin douce.

## Repères discographiques
- Artur Schnabel, 1938  (Naxos)
- Glenn Gould, 1952 (Sony)
- Alfred Brendel, 1964 (Vox) réédition (Brilliant Classics)[N 1]
- Stephen Kovacevich, 1974 (Philips)[N 2],[N 3]
- Jenő Jandó, 1996 (Naxos)
- Alfred Brendel, 1996 (Philips Classics)
- Melvyn Tan, 2003 (Virgin Classics)
- Mikhaïl Pletnev, 2004 (Deutsche Grammophon)
- Rudolf Buchbinder, 2002  (Warner classics)
- Linda Nicholson, 2007 (Accent)[N 4]
- Natalia Valentin, 2009 (label Paraty)[N 5],[N 6]
- Ronald Brautigam, 2011 (Bis)
- Steven Osborne, 2011 (Hyperion Records)[N 7]